# Universiteit van Jyväskylä
De Universiteit van Jyväskylä (Fins: Jyväskylän yliopisto, afkorting: JYU) is een universiteit in de Finse stad Jyväskylä.
De universiteit van Jyväskylä komt voort uit een lerarenseminarie. Deze in 1863 door Uno Cygnaeus opgerichte instelling was de eerste waar Finstalige leraren werden opgeleid. In 1934 ging het Pedagogische Hogeschool heten (Kasvatusopillinen korkeakoulu) en in 1966 werd de instelling een universiteit.
Er zijn drie campussen: Seminaarinmäki, Mattilanniemi en Ylistönrinne.
Verschillende gebouwen van de JYU, waaronder het hoofdgebouw en de universiteitsbibliotheek, zijn ontworpen door Alvar Aalto.

## Faculteiten
Deze universiteit heeft zes faculteiten:
- Faculteit der geesteswetenschappen en sociale wetenschappen
- Faculteit voor informatietechnologie
- Faculteit van onderwijs en psychologie
- Faculteit van sport en gezondheidswetenschappen
- Faculteit wiskunde en natuurwetenschappen
- Jyväskylä University School of Economics